# Ежовик жёлтый
Ежо́вик жёлтый (лат. Hydnum repandum) — гриб рода Гиднум семейства Ежовиковые.

## Синонимия названия
Латинские синонимы:
- Dentinum repandum (L.) Gray
- Fungus erinaceus Vaill.
- Hydnum flavidum Schaeff.
- Hypothele repanda (L.) Paulet
- Tyrodon repandus (L.) P. Karst.
- Sarcodon repandus (L.) Quél. и др.[2].

Русские синонимы:
- Колчак жёлтый
- Ежови́к вы́емчатый
- Ги́днум выемчатый
- Денти́нум выемчатый.

## Описание
Плодовое тело — 5—10 см высотой.

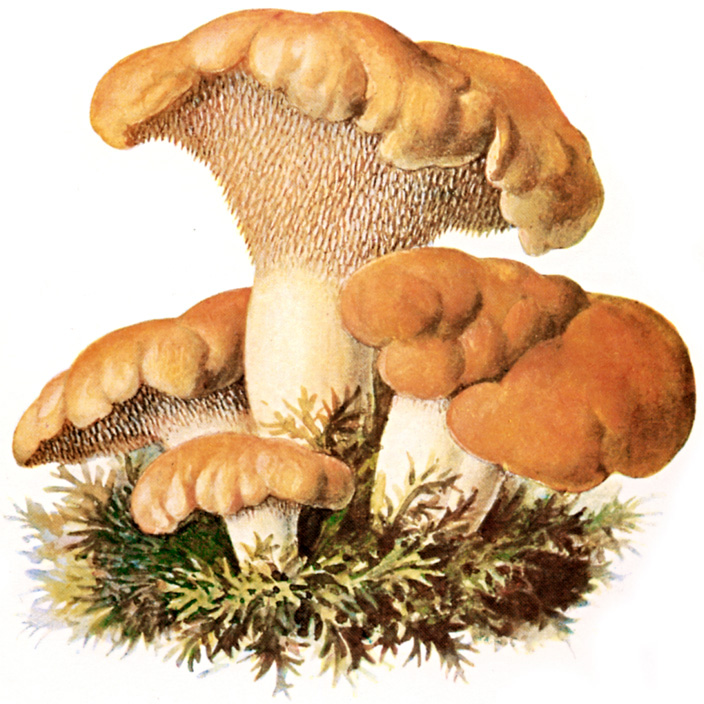
Иллюстрация Альбина Шмальфуса

Шляпка 3—12 (15) см диаметром, мясистая, сухая и плотная, с неровной бугристой поверхностью, часто неправильной формы. У молодых грибов шляпка слабовыпуклая с загнутыми вниз краями, слегка бархатистая; по мере старения гриба становится плоской с вогнутой серединой и волнистыми, иногда лопастевидными краями. Нередко срастается со шляпками соседних грибов. Кожица не отделяется. Окраска — от светло-охряной и розовато-жёлтой до рыжевато-оранжевой и светло-ореховой; при надавливании, а также при созревании темнеет, приобретая рыжеватый, оранжевый оттенок; в сухую погоду выцветает до бледно-жёлтого, беловатого цвета.
Мякоть плотная, ломкая, беловатая или желтоватая, на изломе становится буровато-жёлтой, со слабым приятным (фруктовым) запахом. С возрастом твердеет и начинает горчить.
Гименофор состоит из частых игольчатых шипиков, нисходящих на ножку (изредка — до самого основания ножки). У молодых грибов шипики короткие и упругие, от беловатых до желтовато-розоватых; у зрелых 4—8 мм длиной, одного цвета со шляпкой, легко ломающиеся и осыпающиеся.
Ножка длиной 3—5 (8) см и диаметром 1,5—4 см, плотная, сплошная (иногда с кавернами), цилиндрическая или слегка изогнутая, часто расширенная у основания, по отношению к шляпке — эксцентрическая, изредка центральная. Поверхность ножки гладкая (у основания войлочная), сухая, беловатая или желтоватая, по мере созревания гриба темнеет.
Споровый порошок белый, споры 4—8,3 × 5,4—6,3 мкм, широко-эллипсоидные или яйцевидные, гладкие, бесцветные, не амилоидные.

## Экология и распространение

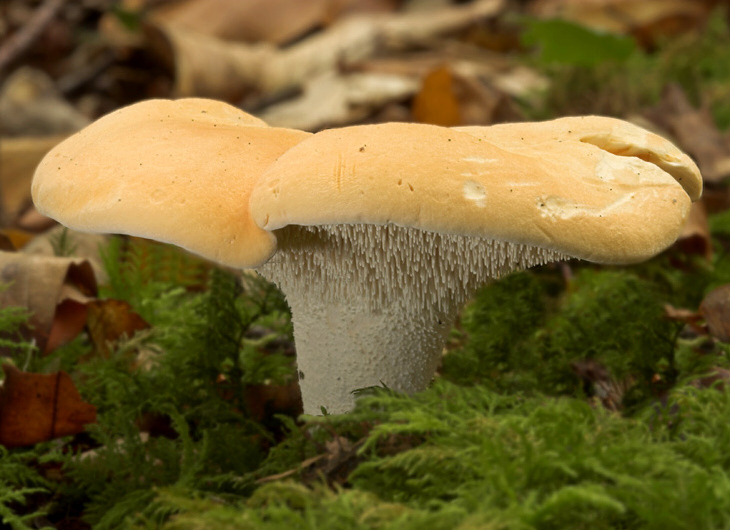

Образует микоризу с различными лиственными и хвойными деревьями, растёт в лесах и кустарниках на любой почве, но чаще на известковой, предпочитает моховой покров. Особенно обилен в смешанных с берёзой светлых лесах. Широко распространён в умеренном климате Евразии и Северной Америки, встречается и в холодных регионах; на территории Российской Федерации — в Европейской части России, Сибири и на Дальнем Востоке.
Плодовые тела появляются одиночно, кучно или большими группами с почти сливающимися в единое целое шляпками и ножками, иногда рядами и ведьмиными кругами.
Сезон: начало лета — осень, вплоть до первых заморозков (массовое плодоношение — во второй половине августа и первой половине сентября).

## Сходные виды
Съедобные:
- Hydnum umbilicatum отличается несколько меньшими размерами и вдавленным диском шляпки, распространён в Северной Америке
- Ежовик рыжеющий или Hydnum repandum var. rufescens также меньше и имеет красновато-жёлтую, рыжеватую или ярко-оранжевую окраску
- Hydnum albidum с белой шляпкой и более мелкими спорами
- Молодые ежовики похожи на лисички

Сходства с ядовитыми грибами не имеет.

## Употребление
Съедобный гриб. Молодые грибы пригодны для всех видов переработки, зрелые грибы можно использовать после предварительного отваривания (около 25 минут), чтобы они утратили жёсткость и горьковатый вкус. При жарке этот гриб не уменьшается в размерах.